# Śmierć w słońcu
Śmierć w słońcu (tytuł oryg. Into the Sun) – amerykański film fabularny (komedia sensacyjna) z roku 1992. 

## Opis fabuły
Pilot Paul Watkins (Michael Paré) pełni służbę na terytorium śródziemnomorskim, patrolując przestrzeń powietrzną przed zamiarami ekspansji arabskiego państwa. Wówczas jednak zostaje on wycofany, i dostaje pod swoje skrzydła aktora Toma Slade’a (Anthony Michael Hall). Gwiazdor zamierza przez to wgłębić się w tematykę następnej produkcji filmowej. Watkins nie jest zadowolony z tego zadania, chociaż jest on pod wrażeniem talentu Slade’a. Podczas próbnego lotu trafiają w sam środek podniebnej walki.

## Obsada
- Anthony Michael Hall – Tom Slade
- Michael Paré – kapitan Paul Watkins
- Deborah Moore – major Goode
- Terry Kiser – Mitchell Burton
- Brian Haley – DeCarlo
- Michael St. Gerard – Wolf
- Linden Ashby – Dragon
- Melissa Moore – żeński sierżant